# Le Poiré-sur-Vie Vendée football
Le Poiré-sur-Vie Vendée football is een Franse voetbalclub uit Le Poiré-sur-Vie in het departement Vendée.
De club ontstond als Sainte Jeanne d'Arc Le Poiré Football in 1954 uit het samengaan van de clubs Jeanne d'Arc en de De Gaulle Sports Vendée. In 2006 werd de club kampioen de Division d'Honneur (Atlantique) en in 2007 werd de huidige naam aangenomen. In 2011 werd de club kampioen in de Championnat de France amateur en promoveerde naar het Championnat National. In 2015 werd de club om financiële redenen teruggezet naar de CFA 2 en zakte een jaar later naar de Division d'Honneur des Pays de la Loire. De club slaagde erin terug te keren, maar werd in 2018 opnieuw wegens financiële problemen een reeks lager gezet. 